# Phryno modestus
Phryno modestus là một loài ruồi trong họ Tachinidae.